# 纽芬兰渔场
纽芬兰渔场，位于纽芬兰岛沿岸（纽芬兰大浅滩），曾是世界四大渔场之一，由拉布拉多寒流和墨西哥暖流在纽芬兰岛附近海域交汇而形成了。1534年，由意大利航海家约翰·卡波特在寻找西北航道时意外发现。异常丰富的渔业产量有着“踩着鳕鱼群的脊背就可上岸”的美名，但在几个世纪的肆意捕捞之后，特别是1950、1960年代大型机械化拖网渔船开始在渔场作业后，纽芬兰渔场渐渐消亡，1990年代之后已不可见。现今纽芬兰渔场已成为历史。

## 形成

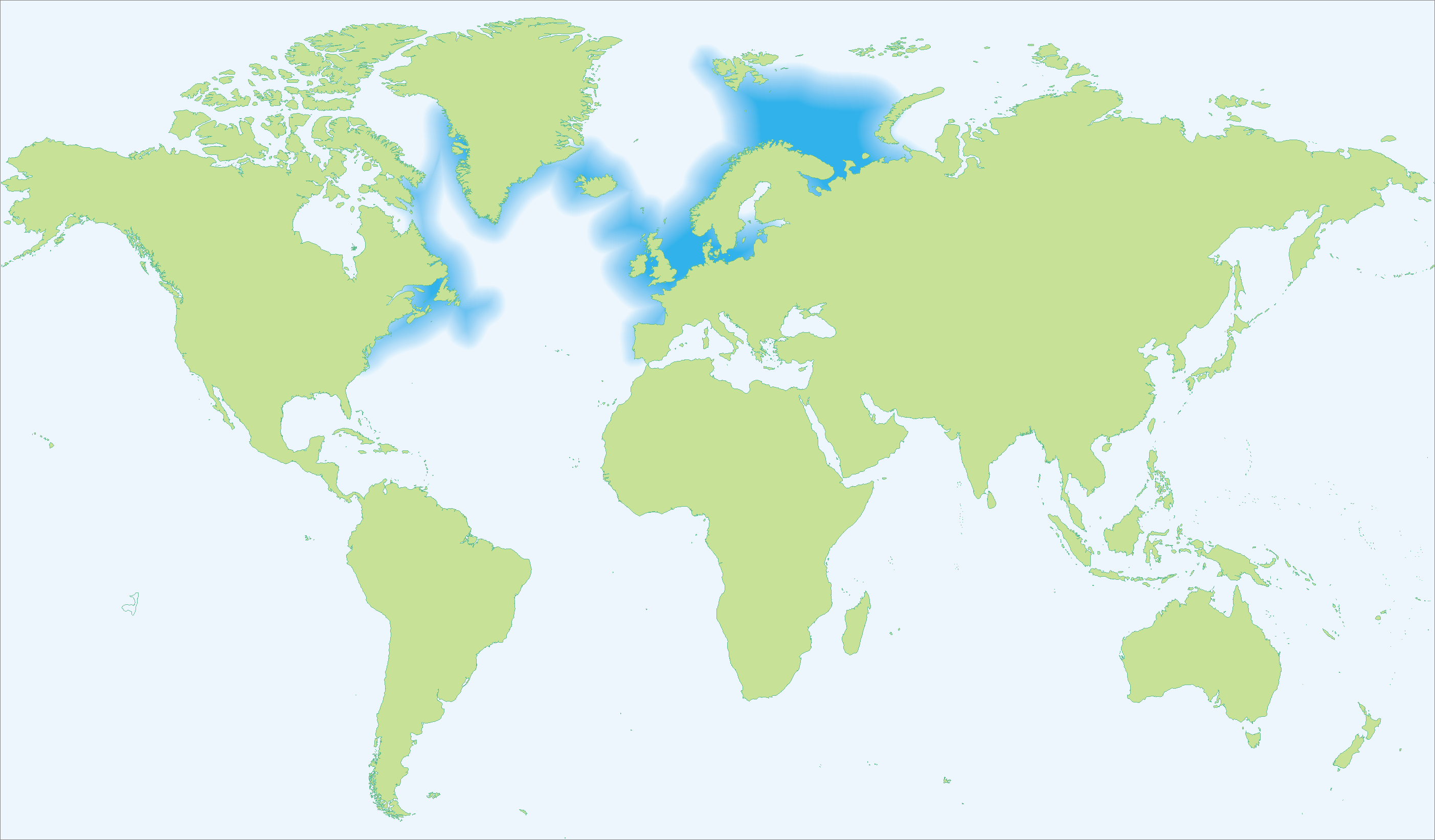
鳕鱼在世界海域的分布图

纽芬兰渔场的形成得益于两股洋流在这片海域附近交汇，其中拉布拉多寒流向南流动，墨西哥暖流向北流动，在纽芬兰岛附近交汇，两股洋流的交汇对渔场的形成有两点影响：
其一，使海水发生扰动，将海底营养盐类带到海洋表层，导致浮游生物繁盛，以浮游生物为生的鱼类富集于此。
其二，寒暖流交汇可产生“水障”，阻止鱼群游动，这两点都有利于纽芬兰渔场的形成。
世界上著名的渔场大多是这种成因。同时，在此入海的圣劳伦斯河也带来丰富的营养盐类。

## 历史
在渔场第一次被发现时，约翰·卡波特的船员报告到：
“这片海域的鱼是如此之多，无需渔网只要用鱼篮即可捕鱼”

而一百多年后的1600年，一名英国船长仍然提到：
“海岸有如此厚的鱼群，我们几乎是在它们之上行船”
发现渔场后，西欧、南欧的渔民跨海而来，他们发现了在纽芬兰岛附近海域最佳的捕捉鳕鱼地点，以及鳕鱼的长途运输过程中保鮮问题。
法国、西班牙、葡萄牙的渔民们在纽芬兰大浅滩以及附近海域捕鱼，这些地方的鱼群通常是很丰富的。渔民们将捕上来的鱼在船上腌干，使得鱼能够在运往欧洲前仍未干透。而英国的渔民集中近海的某些地方捕鱼，在这些地方只有一年中的特定时段——鱼类的洄游时段——才有鱼。渔民们每天用小船来回于海岸与渔场之间。他们发展一套方法，包括晒盐、腌鱼、这种方法变得十分流行，因为它可以将鱼保存数年之久。许多靠近海岸的地点逐渐成为定居地，尤其是圣约翰斯，现在的加拿大纽芬兰-拉布拉多省省会。
16世纪后期，西班牙和葡萄牙的渔业终止了，主要是由于无敌舰队的覆灭。此后，英国人和法国人共同进行捕渔作业，直到1904年夏季法国当局同意放弃此地的捕渔权为止。

## 渔场的消亡
1950、1960年代大型机械化拖网渔船开始在渔场作业，这些全天候的大型机械化拖网渔船一波一波的驶入了纽芬兰湾。而船上的现代化的冷冻技术能确保刚捕捞上来的鲜鱼速冻保鲜。据统计，这种渔轮一个小时捕获量竟达200吨，在16世纪时一艘传统的渔船整个渔季捕捞量只有100吨。
1949年，纽芬兰加入加拿大。1960年代末，加拿大政府的调查表明纽芬兰渔场的产量开始急速下降，1975年已经减少了60%。1992年，加拿大政府下达了关于纽芬兰渔场的禁渔令。这一举动一下子使得近4万渔民失业。但这已于事无补。纽芬兰渔场已成为历史名词。